# Hybomitra koidzumii
Hybomitra koidzumii är en tvåvingeart som beskrevs av Murdoch och Takahasi 1969. Hybomitra koidzumii ingår i släktet Hybomitra och familjen bromsar. Inga underarter finns listade i Catalogue of Life.